# Гурівське
Гурівське — село в Україні, у Новоборисівській сільській громаді Роздільнянського району Одеської області. Населення становить 395 осіб.

## Історія
Утворене в першій половині XX ст. під назвою Першотравневе (на честь Першотравня).
Станом на 1 вересня 1946 року село було в складі Благоївської сільської Ради Цебриківського району.
На 1 травня 1967 року село входило до складу Петрівської сільської Ради. У Першотравневому знаходився господарський центр колгоспу імені Димитрова.
Одеська обласна рада народних депутатів рішенням від 25 листопада 1991 року у Великомихайлівському районі утворила Першотравневу сільраду з центром в селі Першотравневе і сільській Раді підпорядкувала села Благоєве (Мартове), Данилівка і Незаможник (Заможне) Петрівської сільради.
До 2020 року входило до Великомихайлівському району.
У 2024 році перейменоване Гурівське на честь воїнів ГУР МОУ.

## Населення
Згідно з переписом 1989 року населення села становило 315 осіб, з яких 142 чоловіки та 173 жінки.
За переписом населення 2001 року в селі мешкало 395 осіб.

### Мова
Розподіл населення за рідною мовою за даними перепису 2001 року:
| Мова       | Чисельність | Відсоток |
| ---------- | ----------- | -------- |
| українська | 249         | 63,04%   |
| російська  | 90          | 22,78%   |
| болгарська | 33          | 8,35%    |
| румунська  | 20          | 5,06%    |
| вірменська | 3           | 0,77%    |
| Усього     | 395         | 100%     |